# Professional'nyj Basketbol'nyj klub CSKA 2001-2002
Questa voce raccoglie le informazioni riguardanti il Professional'nyj Basketbol'nyj klub CSKA nelle competizioni ufficiali della stagione 2001-2002.

## Stagione
La stagione 2001-2002 del Professional'nyj Basketbol'nyj klub CSKA è l'11ª nel massimo campionato russo di pallacanestro, la Professional'naya basketbol'naya liga.

## Roster
Aggiornato al 28 gennaio 2022
| CSKA Mosca 2001-02 | CSKA Mosca 2001-02 |
| Giocatori          | Staff tecnico      |
| ------------------ | ------------------ |

| N. | Naz.                                        | Ruolo | Nome                | Anno | Alt.   | Peso   |  |
| -- | ------------------------------------------- | ----- | ------------------- | ---- | ------ | ------ |  |
| 4  | Stati Uniti (bandiera)                      | PG    | Curtis McCants      | 1975 | 183 cm | 79 kg  |  |
| 5  | Russia (bandiera)                           | C     | Nikolaj Alekseev    | 1978 | 210 cm | 110 kg |  |
| 6  | Jugoslavia (bandiera) · Turchia (bandiera)  | AG    | Mirsad Türkcan      | 1976 | 206 cm | 102 kg |  |
| 7  | Lettonia (bandiera)                         | G     | Juris Umbraško      | 1979 | 198 cm | 95 kg  |  |
| 7  | Argentina (bandiera) · Polonia (bandiera)   | C     | Rubén Wolkowyski    | 1973 | 208 cm | 120 kg |  |
| 8  | Russia (bandiera)                           | G     | Nikolaj Padius      | 1980 | 196 cm | 88 kg  |  |
| 9  | Russia (bandiera)                           | AC    | Nikita Morgunov     | 1975 | 211 cm | 118 kg |  |
| 9  | Stati Uniti (bandiera)                      | C     | Jonathan Kerner     | 1974 | 211 cm | 111 kg |  |
| 10 | Croazia (bandiera)                          | G     | Gordan Giriček      | 1977 | 198 cm | 96 kg  |  |
| 11 | Russia (bandiera)                           | G     | Zachar Pašutin      | 1974 | 196 cm | 90 kg  |  |
| 12 | Stati Uniti (bandiera)                      | AC    | Roy Rogers          | 1973 | 208 cm | 107 kg |  |
| 12 | Croazia (bandiera)                          | C     | Joško Poljak        | 1978 | 214 cm | 114 kg |  |
| 12 | Russia (bandiera)                           | C     | Daniėl' Soldatov    | 1983 | 216 cm | 100 kg |  |
| 13 | Lettonia (bandiera)                         | P     | Raimonds Miglinieks | 1970 | 188 cm | 91 kg  |  |
| 14 | Russia (bandiera)                           | GA    | Dmitrij Domani (C)  | 1974 | 200 cm | 95 kg  |  |
| 15 | Russia (bandiera)                           | A     | Aleksandr Petrenko  | 1976 | 205 cm | 104 kg |  |
| 18 | Stati Uniti (bandiera) · Austria (bandiera) | P     | Aaron Mitchell      | 1969 | 186 cm |        |  |
| 19 | Russia (bandiera)                           | AG    | Andrej Fetisov      | 1972 | 208 cm | 100 kg |  |
| 22 | Russia (bandiera)                           | AP    | Aleksej Savkov      | 1979 | 196 cm | 96 kg  |  |

| Allenatore                                                                                    |
| - Valerij Tichonenko                                                                          |
| Assistente/i                                                                                  |
| - Rūtenis Paulauskas - Andrej Podkovyrov Legenda - (C) Capitano - (IN) Inattivo - Infortunato |

## Mercato

### Sessione estiva
| Acquisti | Acquisti            | Acquisti           | Acquisti   | Acquisti |
| R.a      | Nome                | da                 | Modalità   |          |
| -------- | ------------------- | ------------------ | ---------- | -------- |
| PG       | Curtis McCants      | Mar. de Anzoátegui | definitivo |          |
| G        | Gordan Giriček      | Cibona Zagabria    | definitivo |          |
| AG       | Mirsad Türkcan      | Efes Pilsen        | definitivo |          |
| P        | Raimonds Miglinieks | Śląsk Breslavia    | definitivo |          |
| G        | Zachar Pašutin      | ASVEL              | definitivo |          |

| Cessioni | Cessioni          | Cessioni           | Cessioni       | Cessioni |
| R.       | Nome              | a                  | Modalità       |          |
| -------- | ----------------- | ------------------ | -------------- | -------- |
| P        | Rusty LaRue       | Asheville Altitude | fine contratto |          |
| AG       | Andrej Kirilenko  | Utah Jazz          | fine contratto |          |
| G        | Igor' Kudelin     | UNICS Kazan'       | fine contratto |          |
| AC       | Gintaras Einikis  | Śląsk Breslavia    | fine contratto |          |
| P        | Vladan Alanović   | Śląsk Breslavia    | fine contratto |          |
| AP       | Aleksej Ugol'kov  | Arsenal Tula       | prestito       |          |
| AG       | Andrej Fetisov    | Śląsk Breslavia    | fine contratto |          |
| AC       | Aleksej Zvonov    | Dinamo Mosca       | fine contratto |          |
| C        | Jadgar Karimov    | UNICS Kazan'       | fine contratto |          |
| G        | Denis Slajkovskij | Arsenal Tula       | fine contratto |          |
| C        | Sergej Gavrjušin  | Arsenal Tula       | fine contratto |          |

### Dopo l'inizio della stagione
| Acquisti | Acquisti         | Acquisti          | Acquisti      | Acquisti   |
| R.       | Nome             | da                | Data          | Modalità   |
| -------- | ---------------- | ----------------- | ------------- | ---------- |
| C        | Joško Poljak     | Spalato           | dicembre 2001 | definitivo |
| AG       | Andrej Fetisov   | Śląsk Breslavia   | gennaio 2002  | definitivo |
| C        | Jonathan Kerner  | Free agent        | febbraio 2002 | definitivo |
| P        | Aaron Mitchell   | Pant. Fürstenfeld | febbraio 2002 | definitivo |
| C        | Rubén Wolkowyski | Quilmes M. Plata  | febbraio 2002 | definitivo |

| Cessioni | Cessioni         | Cessioni        | Cessioni      | Cessioni       |
| R.       | Nome             | a               | Data          | Modalità       |
| -------- | ---------------- | --------------- | ------------- | -------------- |
| AC       | Roy Rogers       | Free agent      | dicembre 2001 | rescissione    |
| AC       | Nikita Morgunov  | Avtodor Saratov | gennaio 2002  | rescissione    |
| C        | Daniėl' Soldatov | Arsenal Tula    | gennaio 2002  | prestito       |
| G        | Juris Umbraško   | Ventspils       | febbraio 2002 | rescissione    |
| P        | Aaron Mitchell   | Free agent      | febbraio 2002 | fine contratto |
| C        | Jonathan Kerner  | Free agent      | febbraio 2002 | fine contratto |